# 오닐 컴튼

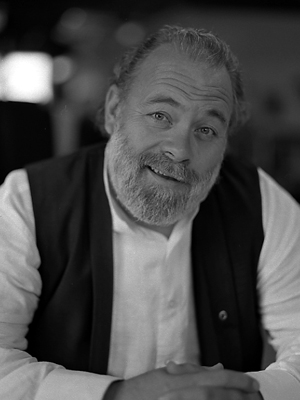

오닐 콤프턴(Belton O'Neal Compton, Jr., 1951년 2월 5일 ~ 2019년 2월 18일)은 미국의 배우이다.
컬럼비아에서 사망하였다.

## 출연 작품
- 킬 미 레이터 (2001년)
- 픽킹 업 더 피시스 (2000년)
- 빅 에덴 (2000년)
- 에디 머피의 라이프 (1999년) - 슈퍼린텐드 에버내시 역
- 프라이머리 컬러스 (1998년)
- 딥 임팩트 (1998년) - 모튼 엔트리킨 역
- 디아볼릭 (1996년)
- 닉슨 (1995년)
- 로드레이서 (1994년)
- 넬 (1994년) - 돈 폰타나 역
- 리버 피닉스의 콜 잇 러브 (1993년)
- 50피트 우먼 (1993년)
- 메이드 인 아메리카 (1993년)
- 메시지 (1992년)

### 텔레비전
- 사인필드 (1990년)